# Daniele Masala
Daniele Masala (ur. 12 lutego 1955 w Rzymie) – włoski pięcioboista nowoczesny, zawodnik GS Fiamme Oro, trzykrotny medalista igrzysk olimpijskich.
Treningi rozpoczął od pływania. Brał udział w IO 76, w tym samym roku wywalczył także pierwszy z dziesięciu tytułów mistrza Włoch w rywalizacji indywidualnej. Z powodu bojkotu nie mógł wystartować w Moskwie w 1980. W Los Angeles zwyciężył w konkurencji indywidualnej oraz w drużynie. Cztery lata później w Seulu wywalczył srebro w drużynie. Był indywidualnym mistrzem świata (1982) i stawał na podium tej imprezy. Zwyciężał także w drużynie (1986). 
Po zakończeniu kariery pracował jako trener i dziennikarz.

## Starty olimpijskie (medale)
Los Angeles 1984
- indywidualnie i drużynowo -  złoto

Seul 1988
- drużynowo -  srebro